# Cyligramma limacinodes
Cyligramma limacinodes är en fjärilsart som beskrevs av Embrik Strand 1914. Cyligramma limacinodes ingår i släktet Cyligramma och familjen nattflyn. Inga underarter finns listade i Catalogue of Life.